# 24206 Mariealoia
24206 Mariealoia là một tiểu hành tinh vành đai chính với chu kỳ quỹ đạo là 1384.6988926 ngày (3.79 năm).
Nó được phát hiện ngày 7 tháng 12 năm 1999.